# جيم نوريس (لاعب كرة قاعدة)
جيم نوريس (بالإنجليزية: Jim Norris)‏ هو لاعب كرة قاعدة أمريكي، ولد في 20 ديسمبر 1948 في بروكلين في الولايات المتحدة.

## وصلات خارجية
- جيم نوريس على موقعبيزبول رفرنس.كوم (الدوري الرئيسي) (الإنجليزية)
- جيم نوريس على موقعبيزبول رفرنس.كوم (الدوري الثانوي) (الإنجليزية)
- جيم نوريس على موقع مشجعي الرسوم البيانية (الإنجليزية)